# Сталь (футбольный клуб, Алчевск)
«Сталь» (укр. «Сталь») — украинский футбольный клуб из Алчевска. Основан в 1935 году. В Высшей лиге дебютировал в 2000 году. В сезоне 2012/13 занял второе место в первой лиге и получил путевку в высший дивизион, но отказался от участия в нём, поскольку алчевский стадион, на котором играет команда, не соответствует требованиям высшего футбольного дивизиона и спонсоры не готовы оказать клубу необходимую финансовую поддержку. После окончания первой части сезона 2014/15 прекратил участие в соревнованиях из-за войны в Донбассе.

## История клуба

### СССР
В 1935 году было образовано спортивное общество «Сталь», объединившее спортсменов металлургической отрасли. Организация уделяла большое внимание развитию детского футбола, и в городе начали создаваться команды, в которых играли дети рабочих и служащих, работавших на предприятиях города. С этого года главная команда города получила название «Сталь», и в этом же сезоне алчевцы стали чемпионами Луганской области. С началом Второй Мировой войны история клуба кратковременно оборвалась.
После войны в Алчевске были организованы две команды — «Сталь» и «Металлург». Оба коллектива успешно выступали в товарищеских встречах с элитными московскими командами, которые совершали гастрольные поездки по другим городам для популяризации футбола. Кроме того, «Металлург» в этот период времени был среди ведущих команд в первенстве Украинской ССР среди КФК — так, в 1952 году команда стала третьей в своей зоне.
В 1963 году в связи с расширением класса «Б», учитывая высокие достижения в последние годы, коммунарскому «Коммунарцу» было предоставлено место во втором эшелоне класса «Б».
К открытию футбольного сезона 1963 года на стадионе «Сталь» была произведена масштабная реконструкция: приведены в порядок трибуны, раздевалки, медицинский пункт. В тот период времени стадион «Сталь» вмещал пятнадцать тысяч зрителей. Первая игра в рамках второй зоны класса «Б» состоялась 28 апреля. Гостями «Металлурга» был «Авангард» из Жёлтых Вод. В равной игре коммунарцы уступили со счётом 0:1. Дебютный сезон в классе «Б» команда завершила на одиннадцатом месте из двадцати команд.
Сезон 1965 года стал для «Коммунарца» одним из самых успешных в этот отрезок времени. Команда финишировала третьей в своей зоне, заняв восьмое место среди сорока пяти украинских команд, участвовавших в трёх зонах чемпионата СССР по классу «Б». В 1969 году «Коммунарец» стал четвёртым, а защитник команды Владимир Малыгин вошёл в символическую сборную, составленную из игроков команд класса «Б». В следующем сезоне среди новых игроков, пришедших в команду, был Анатолий Волобуев, впоследствии главный тренер клуба, добившийся с командой наиболее значимых достижений в истории.
По окончании сезона 1970 года класс «Б» был ликвидирован, а большинство команд расформировано. После этого сезона футболисты «Коммунарца» перешли в клубы высшей, первой и второй лиг СССР, а команда продолжила выступления в первенстве области и чемпионате Украинской ССР среди КФК.
В это время успехов добивались юношеские команды клуба. В 1972 году в чемпионате СССР среди юношей «Коммунарец» занял третье место, причём в матче с ворошиловградской «Зарёй» команда сумела забить семь безответных мячей, автором пяти из которых был Анатолий Волобуев. В следующем сезоне лидером юношеской команды был Игорь Гамула, впоследствии игравший за сборную СССР на чемпионате мира среди юношей. В кубке города среди школьных команд два раза подряд его обладателем была школа № 8, где капитаном команды был Геннадий Баткаев, впоследствии игравший за команды Стаханова и Алчевска. В 1978 в пришёл перспективный вратарь Виктор Безрук.
Следующее знаменательное событие в истории клуба произошло в 1983 году, потому как в городе появилась ещё одна футбольная команда — «Строитель», которая спустя два года начала успешно выступать во второй лиге первенства области под руководством молодого тренера Анатолия Ивановича Волобуева. В год дебюта она заняла второе место, завоевав право участвовать в первой лиги областного чемпионата. В 1986 году «Коммунарец» под руководством Виктора Филимонова и Валерия Стояна добился наиболее значимого успеха за период после распада класса «Б» — алчевцы финишировали вторыми в Чемпионате Украины, отстав от купянского «Металлурга» всего на одно очко. Лидерами команды в этом сезоне были: Владимир Полубатко и Сергей Сердюков. В этом же году «Строитель», дебютировавший в первой лиге первенства области, занял седьмое место. Сезон 1988 года стал для «Коммунарца» самым неудачным в истории выступления в чемпионате Украины — набрав всего три очка, наша команда заняла последнее место в зоне, выбыв из первенства. В то же время успешно в первенстве области выступил «Строитель», став его победителем. Среди игроков «Строителя» были: Андрей Цвик, Вячеслав Францев и Вячеслав Олещенко.
В 1989 году «Строитель» начал защищать спортивную честь главного предприятия города — металлургического комбината. Команда получила современное название — «Сталь», главным тренером продолжил работать Анатолий Волобуев. Была поставлена задача — попасть в пятёрку сильнейших команд в своей зоне первенства Украинской ССР. «Сталь» заняла итоговое третье место. На следующий сезон руководство клуба поставило перед командой высокую задачу — занять в зоне первое место, и принять участие в финальном турнире первенства Украины. «Сталь» добилась добрых результатов, заняв в 1990 году первую строчку в четвёртой зоне, и став второй в финальном турнире. Это был успех «Стали», и 25 января 1991 года состоялось чествование команды, в котором приняли участие председатель алчевского исполкома городского Совета народных депутатов Николай Егорович Кириченко и другие ответственные работники городской власти.
В 1991 году «Сталь» была включена во вторую лигу команд мастеров Украины, заняв по итогам сезона семнадцатое место среди двадцати шести команд.

### Украина
Весной 1992 года проводились турниры в двух зонах для определения участников первенства Украины в первой лиге на сезон 1992/93. Алчевская «Сталь» заняла девятое место в своей зоне, и получила право выступать в первой лиге — с сезона 1992/93 чемпионат Украины стал проводиться по системе «осень-весна».
В чемпионатах Украины «Сталь» выступала достаточно удачно, занимая места в верхней части таблицы первой лиги, и никогда не опускаясь во вторую лигу. Главным достижением алчевцев, бесспорно является то, что в трёх сезонах «Сталь» играла среди команд высшей лиги.
В сезоне 1995/96 в первой лиге алчевцы стали третьими, а в сезоне 1999/2000, завоевав малые серебряные медали, впервые добились права выступать среди команд Высшей лиги. Но, заняв тринадцатое место среди четырнадцати команд, «Сталь» покинула элитный дивизион. В сезоне 2004/05 алчевская команда, уверенно выиграв первенство в первой лиге, во второй раз в истории завоевала путёвку в Высшую лигу.
Сезон 2005/06 наша команда завершила на одиннадцатом месте, за тур до окончания чемпионата обеспечив себе место в высшей лиге на следующий сезон. Этот сезон стал самым успешным в истории клуба периода независимой Украины, но по его окончании команду покинул бессменный главный тренер Анатолий Волобуев. Следующий чемпионат, в котором алчевцы выступали под руководством голландского тренера Тона Каанена, стал для команды неудачным — по его итогам «Сталь» покинула высшую лигу.
В сезоне 2007/08, первый круг которого алчевцы провели под руководством Геннадия Баткаева, а второй — Олега Смолянинова, «Сталь» финишировала в первой лиге на седьмом месте, отстав от зоны высшей лиги на шестнадцать очков.
Сезон 2008/09, в начале которого команду тренировал Олег Смолянинов, а в середине и завершении — Вадим Плотников, алчевцы завершили на десятом месте — такой результат можно считать одним из самых слабых в истории клуба. Тем не менее, два следующих первенства «Сталь» под руководством Вадима Плотникова, а потом и вернувшегося в команду Анатолия Волобуева сумела завершить на третьем месте, два раза кряду завоевав бронзовые медали первой лиги.
По итогам сезона 2012/13 «Сталь», выиграв серебряные медали первенства, в третий раз в истории завоевала путёвку в элиту, но отказалась от выхода в Премьер-Лигу. Но по технической неразрешенности проводить игры на стадионе «Сталь» команда отказалась от участия в Премьер-Лиге.
В первенстве 2013/2014 алчевцы выиграли бронзовые медали Первой лиги.
В сезоне 2014/15 алчевская «Сталь» приостановила участие в чемпионате Украины, из-за событий в Донбассе, до момента восстановления стабильной ситуации на востоке Украины. В итоге команда сыграла в Первой лиге Украины 17 матчей и не приняла участие в кубке страны.

## Кубок Украины
В розыгрышах национального Кубка. Выход в 1/4 финала Кубка Украины в сезоне 2010/11 был уже третьим в истории клуба. В сезоне 2003/04 «Сталь» уже выходила в четвертьфинал национального Кубка. Тогда жребий свёл «Сталь» команду с донецким «Шахтёром», и в первом матче, который проходил в Алчевске, подопечные Анатолия Волобуева сумели добиться ничьей (0:0). Однако, в Донецке «горняки» всё же выиграли (3:1), оставив «Сталь» за бортом турнира. В сезоне 2008/09 также на стадии четвертьфинала алчевцев остановило киевское «Динамо» — соперничество, состоявшее из одного матча, завершилось победой столичного клуба со счётом 4:1, которую «Динамо» сумело одержать в Алчевске. В сезоне 2010/11 «Сталь» вновь встретилась в 1/4 финала с «Динамо», и в одноматчевом противостоянии, ведя к перерыву в Алчевске со счётом (1:0), по итогам матча команда проиграла (2:3).

## Воспитанники клуба
- Вадим Плотников — первый в истории игрок, забивший в первой лиге сто голов.
- Андрей Цвик — рекордсмен первой лиги по количеству проведенных матчей. За свою карьеру выступая лишь в «Стали», провёл в рамках первой лиги более четырёхсот матчей.
- Геннадий Зубов — скоростной фланговый полузащитник большую часть своей карьеры провёл в донецком «Шахтёре», с которым добился первого чемпионства и выхода в групповой этап Лиги чемпионов.
- Александр Бабич — воспитанник «Стали», долгое время выступал в харьковском «Металлисте», принимавший участие в матчах Кубка УЕФА, защищал цвета одесского «Черноморца».
- Евгений Селин — воспитанник клуба, играл под знамёнами молодёжной сборной Украины на чемпионате Европы, а также в составе национальной сборной Украины, в карьере значатся такие клубы, как «Металлист», «Ворскла», «Динамо» (Киев).
- Сергей Хистев — успешно выступал в юношеской сборной страны.
- Дмитрий Горбушин — успешно выступал в юношеской сборной страны.
- Артём Касьянов — успешно выступал в юношеской сборной страны.
- Роман Мирошник — успешно выступал в юношеской сборной страны.

## Прежние названия
- 1938—1963 — «Сталь» (Ворошиловск)
- 1963—1964 — «Металлург» (Коммунарск)
- 1964—1989 — «Коммунарец» (Коммунарск)
- с 1989 — «Сталь» (Алчевск)

## Достижения

#### Чемпионат Украины
11 место в сезоне 2005/06.

#### Кубок Украины
1/4 финала в сезонах 2003/04, 2008/09 и 2009/10.

#### Первая лига Украины
- Победитель Первой лиги: 2004/05
- Серебряный призёр: 1999/00, 2012/13
- Бронзовый призёр: 1995/96, 2009/10, 2010/11, 2013/14

#### Любительский чемпионат Украины
- Бронзовый призёр: 1989/90

## Владельцы клуба
Владельцами ЗАО «Футбольный клуб „Сталь“ Алчевск» являются
- Компания Promex Trade Group Limited (Великобритания)
- Константин Петров — вице-президент клуба[5]
- Анатолий Волобуев — спортивный директор[источник не указан 2853 дня]